# Wajura
La 'Wajura' forma parte del mito de la creación de los Guarijíos, etnia localizada en el sureste del estado de Sonora, México. Ubicada en el Río Mayo (México), Wajura era una serpiente gigante de agua que, a través de su furia y de grandes vientos, ahogaba a la población.

## Leyenda
En la tradición oral de esta etnia se encuentran dos seres mitológicos la Wajura y el paisori. La Wajura era una gran serpiente que vivía en el río Mayo y no dejaba vivir a la gente en paz, ya que hacía unos fuertes vientos en el agua donde la gente quería acercarse a beber y el remolino que se hacía los jalaba hacia el fondo. Para defenderse, los guarijíos pidieron ayuda a los Maynates, que eran cantores o rezadores. Ellos  lucharon contra la serpiente, logrando vencerla al ser azotada contra las paredes de los barrancos.

## Significado y atribuciones
Como sucede en varios mitos de creación, la Wajura, o Guajura, representa un competidor hostil de la población,derivado problablemnte del intenso proceso histórico de los Guarijíos y muchas etnias del norte de México por sobrevivir a los desastres naturales.Por lo tanto, forma parte de la instauración del orden ante el caos. 